# OpenBSD
OpenBSD – wolnodostępny system operacyjny typu UNIX z rodziny BSD zgodny z normą POSIX. Projekt powstał w 1995 roku jako efekt rozłamu w zespole NetBSD, jego inicjatorem był kanadyjski programista Theo de Raadt. Logo i maskotka systemu to rozdymka o imieniu Puffy.

## Historia i popularność
W grudniu 1994 roku współzałożyciel projektu NetBSD Theo de Raadt został poproszony o rezygnację ze stanowiska starszego programisty i członkostwa w podstawowym składzie zespołu NetBSD.
We wrześniu 1995 roku de Raadt rozpoczął projekt OpenBSD będący odgałęzieniem NetBSD w wersji 1.0. Początkowa wersja OpenBSD nosiła numer 1.2. Została opublikowana w lipcu 1996 roku. Kolejną była wersja 2.0 wydana we wrześniu tego samego roku. Od tego momentu każda nowa wersja systemu pojawiała się co pół roku. Dla każdej z wydanych wersji świadczone jest roczne wsparcie.
W 2005 roku BSD Certification Group przeprowadziła ankietę próbującą oszacować popularność poszczególnych odmian systemów BSD. Wynikało z niej, że 32,8% ankietowanych używa systemu OpenBSD, 77% FreeBSD a 16,3% NetBSD.
W lipcu 2007 roku ogłoszono utworzenie Fundacji OpenBSD, której celem jest zbieranie środków zapewniających wsparcie projektowi.

## Charakterystyka
Nacisk przy tworzeniu systemu został położony przede wszystkim na bezpieczeństwo. Po rozłamie przyjęty za bazę projektu kod NetBSD został poddany audytowi w celu wykrycia i usunięcia wszelkich dziur i błędów, które mogłyby zagrozić bezpieczeństwu systemu.
Domyślnie wszystkie usługi dostępne w systemie, a które nie są niezbędne do jego działania, są wyłączone (motto: Secure by Default (ang.) – domyślnie bezpieczny). W związku umiejscowieniem siedziby poza USA w początkowej fazie rozwoju nie dotyczyły go restrykcje eksportowe narzucone na zaawansowane metody kryptograficzne. Dzięki temu OpenBSD od początku mogło załączać zarówno program OpenSSH (otwarta wersja SSH), czy też bibliotekę OpenSSL (otwarta implementacja protokołu SSL, obecnie trwają prace nad zastąpieniem jej przez LibreSSL), gdy tylko one powstały.
Dziedzictwo po NetBSD zaowocowało sporą przenośnością systemu (możliwość użycia portów NetBSD). Obecnie OpenBSD jest dostępny dla następujących platform: i386, SPARC, SPARC64, HP300, Amiga, MacPPC, Mvme68k, Alpha, ARM, AMD64, HPPA, Mvme88k, socppc.
OpenBSD pozwala uruchamiać binaria skompilowane dla następujących systemów: SVR4, Solaris, FreeBSD, Linux, BSD/OS, SunOS, Zaurus, SGI oraz HP-UX.

## Zastosowania
Powszechnie stosowany jako system do tworzenia systemów zapór sieciowych (firewall), serwerów dostępowych czy bramkowych podłączających w bezpieczny sposób mniejsze sieci do Internetu.
OpenBSD jest używany również na komputerach osobistych. System jest dostarczany z X Window System i trzema menedżerami okien: domyślnym FVWM, minimalistycznym cwm i Twm. Dodatkowe środowiska graficzne takie jak GNOME i KDE oraz inne oprogramowanie desktopowe może być zainstalowane z paczek lub portów.

## Dostępność i dystrybucja
Wolny i darmowy system operacyjny rozprowadzany z pełnym kodem źródłowym na licencji BSD. Binaria oraz źródła dostępne są poprzez sieć, lub na CD-ROMach. Twórcy projektu nie udostępniają pełnych obrazów ISO, wychodząc z założenia, że przychody ze sprzedaży płyt CD i gadżetów (koszulki) pozwalają na finansowanie kosztów prowadzenia projektu. Dostępny jest tylko miniobraz ISO, który umożliwia rozpoczęcie instalacji. Zestawy dystrybucyjne OpenBSD (ang. distribution set) są następnie pobierane z Internetu poprzez FTP z wybranego przez użytkownika serwera lustrzanego (ang. mirror).
Kod źródłowy systemu dostępny jest w centralnym repozytorium opartym na systemie kontroli wersji CVS (z dostępem anonimowym). Projekt OpenBSD był jednym z pionierów wykorzystania CVS i publicznego udostępniania kodu źródłowego (włącznie z dostępem do kodu za pomocą przeglądarki WWW dzięki narzędziu cvsweb).

## Informacje techniczne
Jądro systemu – monolityczne, typu UNIX. Powłoka – każda zgodna z POSIX. System plików – Berkeley FFS (od wersji 4.2 obsługiwany jest system plików FFS2). Format binariów – obecnie ELF, do wersji 3.4 a.out.
Do instalacji oprogramowania spoza systemu podstawowego, OpenBSD używa openports – OpenBSD package collection. Jest to zbiór skryptów Makefile, które pozwalają pobrać, skompilować i zainstalować dany program. Poza instalacją z wykorzystaniem systemu portów istnieje możliwość instalacji oprogramowania z wcześniej przygotowanych paczek tgz.

## Wydania
Jako datę powstania projektu wskazuje się 18 października 1995, kiedy to Theo de Raadt utworzył oficjalne repozytorium źródeł w systemie CVS. Umownie przyjmuje się, iż była to wersja systemu 1.1. Dokładnie rok później 18 października 1996 ukazała się oficjalna wersja oznaczona jako 2.0. 18 października 2020 ukazało się jubileuszowe, dwudzieste piąte wydanie tego systemu, w które swój wkład miał nawet John Carmack.
| Wersja | Data wydania         | Opis |
| ------ | -------------------- | --- |
| 7.5    | 5 kwietnia 2024      | Lista zmian |
| 7.4    | 16 października 2023 | Lista zmian |
| 7.3    | 10 kwietnia 2023     | Lista zmian |
| 7.2    | 20 października 2022 | Lista zmian |
| 7.1    | 21 kwietnia 2022     | Lista zmian |
| 7.0    | 14 października 2021 | Lista zmian |
| 6.9    | 1 maja 2021          | Lista zmian |
| 6.8    | 18 października 2020 | Lista zmian |
| 6.7    | 19 maja 2020         | Lista zmian |
| 6.6    | 17 października 2019 | Lista zmian |
| 6.5    | 1 maja 2019          | Lista zmian |
| 6.4    | 18 października 2018 | Lista zmian |
| 6.3    | 2 kwietnia 2018      | Lista zmian |
| 6.2    | 9 października 2017  | Lista zmian |
| 6.1    | 11 kwietnia 2017     | Lista zmian |
| 6.0    | 1 września 2016      | Lista zmian |
| 5.9    | 29 marca 2016        | Lista zmian |
| 5.8    | 18 października 2015 | Lista zmian. Data 18 Października została wybrana aby uczcić 20-tą rocznicę pojawienia się OpenBSD |
| 5.7    | 1 maja 2015          | Lista zmian |
| 5.6    | 1 listopada 2014     | Lista zmian |
| 5.5    | 1 maja 2014          | Lista zmian |
| 5.4    | 1 listopada 2013     | Lista zmian |
| 5.3    | 1 maja 2013          | Lista zmian |
| 5.2    | 1 listopada 2012     | Zastąpienie wątków poziomu użytkownika (uthreads) przez wątki jądra (rthreads), obsługa hibernacji na platformie i386, OpenSSH 6.1, poprawa obsługi nowego sprzętu, ponad 7600 portów, Nginx dodany do systemu bazowego jako planowany zamiennik Apache 1.3.        |
| 5.1    | 1 maja 2012          | |
| 5.0    | 1 listopada 2011     | Framework rc.d jako domyślny sposób kontrolowania daemonów systemowych. OpenSSH 5.9. Dostępnych ponad 7200 portów i około 7000 (7008 dla i368, 6960 dla amd64) prekompilowanych paczek.                                                                             |
| 4.9    | 1 maja 2011          | Wprowadzenie skryptów rc.d jako sposobu kontrolowania daemonów instalowanych z pakietów. Poprawa wsparcia dla platform: amd64, i368, hppa, loongson, sgi, sparc64. OpenSSH 5.8.                                                                                     |
| 4.8    | 1 listopada 2010     | |
| 4.7    | 19 maja 2010         | |
| 4.6    | 18 października 2009 | rozwój platform: mvme68k/sparc/sparc64/sgi, bezpieczniejszy demon SMTP, OpenSSH 5.3, ponad 5800 portów w kolekcji |
| 4.5    | 1 maja 2009          | wstępna obsługa platformy ARM, ulepszona obsługa platformy SPARC64, ulepszona obsługa ACPI, poprawki w instalatorze, poprawki pod względem zgodności języka C ze standardem ANSI/ISO C99, OpenSSH 5.2                                                               |
| 4.4    | 1 listopada 2008     | ulepszona obsługa platformy SPARC64, ulepszenie obsługi napędów taśmowych SATA, dodano wsparcie dla dynamicznych przekaźników tunelowania |
| 4.3    | 1 maja 2008          | ulepszona obsługa platformy SPARC64, MVME188 i MVME188A, dodanie demona implementującego protokół SNMP i narzędzia do jego kontroli, wsparcia dla DMA dla urządzeń korzystających z pamięci flash, dodanie automatycznego odmontowywania systemu plików pamięci USB |
| 4.2    | 1 listopada 2007     | |